# Majonnäskriget
Majonnäskriget (danska: Majonæsekrigen) är den populära benämningen på en rättstavningsdebatt i danska medier under 1985, som utvecklades till en regelrätt språkstrid. Den orsakades av en presslansering från Dansk Sprognævn (Danmarks motsvarighet till Språkrådet) om en kommande utgåva av den officiella Retskrivningsordbogen.
Striden handlade om stavningen av ett antal lånord, och majonnäs var det som oftast nämndes i debatten. I den nya utgåvan av ordboken tänkte Dansk Sprognævn införa mer dansk stavning av flera lånord, och till exempel mayonnaise skulle i framtiden stavas majonæse. Detta beslut orsakade många känsloladdade debattinlägg från personer som inte ville acceptera dessa ändringar av hittills gällande stavning.
Språknämndens beslut var grundat på en kungörelse om dansk stavning från 1892, där det stod att: 
Fremmede Ord, der ere fuldt optagne og indgaaede i Sproget og i Udtalen have tabt de fremmede Lyde, skrives efter Sprogets almindelige Regler Ansjos, Kaptajn, Kontor, Løjtnant, nervøs, Tempel, Ur, Trone. - Dog ombyttes aldrig ch, g, j eller ti med sj (undt. Ansjos).
Språkstriden slutade med att regeringen grep in. Efter ett möte med kulturminister Mimi Jakobsen och utbildningsminister Bertel Haarder ändrade Dansk Sprognævn manuskriptet till den kommande ordboken, så att både den gamla och nya stavningen av ett antal ord godtogs. Förutom mayonnaise/majonæse gällde det bland annat ressource/resurse. Språknämnden fick dessutom helt backa på sin plan att introducera nya, alternativa ändelser för ett antal lånord som slutar på -ium, som till exempel gymnasium, där man tänkt att även acceptera gymnasie.
2012, i fjärde upplagan av Retskrivningsordbogen (Rättskrivningsordboken), ändrades dock detta delvis tillbaka, och endast mayonnaise är nu godtaget, samtidigt som -ium lånorden godtages både i sin gamla -ium-form, men numera även i -ie-form.